# Biccari
Biccari – miejscowość i gmina we Włoszech, w regionie Apulia, w prowincji Foggia.
Według danych na rok 2004 gminę zamieszkiwało 3031 osób, 28,6 os./km².